# Marjorie Blackwood
Marjorie Blackwood (1º maggio 1957) è un'ex tennista canadese.

## Carriera
Nei tornei del Grande Slam ha ottenuto il suo miglior risultato raggiungendo i quarti di finale di doppio all'Open di Francia nel 1980, in coppia con Pam Whytcross, e a Wimbledon nel 1981 e nel 1982, entrambi in coppia con Susan Leo.
In Fed Cup ha disputato un totale di 27 partite, collezionando 16 vittorie e 11 sconfitte.